# Osornolobus chapo
Osornolobus chapo là một loài nhện trong họ Orsolobidae.
Loài này thuộc chi Osornolobus. Osornolobus chapo được Raymond Robert Forster & Norman I. Platnick miêu tả năm 1985.